# バラタ・カワサ
バラタ・カワサ（barata kawasa、1992年4月16日 - ）は、ネパール出身のサッカー選手。ネパール代表。ポジションはフォワード。